# Blauwnet
Blauwnet is een samenwerkingsverband dat sinds 10 december 2017 in opdracht van de provincie Overijssel treindiensten rijdt.  Blauwnet is geen vervoersmaatschappij, de vervoerders die onder de naam Blauwnet rijden zijn Keolis en Arriva. 

## Treindiensten
De volgende treindiensten (dienstregeling 2025) vallen onder Blauwnet:
| Serie       | Treinsoort         | Route                                | Bijzonderheden                                                                         |
| ----------- | ------------------ | ------------------------------------ | -------------------------------------------------------------------------------------- |
| 3800 RE 20  | Sneltrein (Arriva) | Zwolle – Mariënberg – Emmen          | Onderdeel van Blauwnet. 1x per uur.                                                    |
| 7900 RS 23  | Sprinter (Keolis)  | Zwolle – Almelo – Hengelo – Enschede | Onderdeel van Blauwnet                                                                 |
| 17900 IC 23 | Intercity (Keolis) | Zwolle – Almelo – Hengelo – Enschede | Onderdeel van Blauwnet. Rijdt alleen op werkdagen overdag en 1x per uur.               |
| 8000 RS 20  | Stoptrein (Arriva) | Zwolle – Mariënberg – Emmen          | Onderdeel van Blauwnet. 1x per uur.                                                    |
| 8500 RS 22  | Sprinter (Keolis)  | Zwolle – Zwolle Stadshagen – Kampen  | Onderdeel van Blauwnet                                                                 |
| 13800 RE 20 | Sneltrein (Arriva) | Zwolle – Coevorden – Emmen           | Onderdeel van Blauwnet. Rijdt alleen tijdens de spits.                                 |
| 31000 RS 21 | Stoptrein (Arriva) | Almelo – Mariënberg – Hardenberg     | Onderdeel van Blauwnet. 1x per uur, 2x per uur in de brede spits en op zaterdagmiddag. |
| 31200 RS 24 | Stoptrein (Arriva) | Zutphen – Hengelo – Oldenzaal        | Onderdeel van Blauwnet.                                                                |

## Materieel
Het materieel dat voor Blauwnet rijdt heeft één huisstijl (gebaseerd op die van de Vechtdallijnen, die nu onderdeel zijn van Blauwnet), er wordt hierbij nauwelijks onderscheid gemaakt tussen Keolis en Arriva, waarbij de kleur blauw overheerst. De beide vervoerders hebben gemeenschappelijke in- en uitcheckpalen voor de OV-chipkaart, wat voorheen per vervoerder verschilde. Reizigers op het grenstraject Enschede - Gronau, dat verzorgd wordt door DB Regio NRW, gebruiken ook de palen van Blauwnet.
| Vervoerder       | Type                            | Aantal | Aantal rijtuigen | Series            | Status        | Inzet                                                | Opmerking | Afbeelding |
| ---------------- | ------------------------------- | ------ | ---------------- | ----------------- | ------------- | ---------------------------------------------------- | --- | ---------- |
| Arriva           | LINT                            | 7      | 2                | 24-26, 28-30, 32  | In dienst     | RS24 Zutphen - Oldenzaal                             | Ex-Syntus. Reden van december 2016 tot juli 2023 in de concessie Limburg op de Maaslijn, in Limburgse huisstijl.          |            |
| Arriva           | LINT                            | 3      | 2                | 33, 34, 37        | In dienst     | RS21 Almelo - Hardenberg                             | Ex-Syntus; de 37 reed na de Syntus-periode eerst nog bij Veolia als 237.                                                  |            |
| Arriva           | Stadler GTW (Spurt; diesel)     | 2      | 3                | (10)314 & (10)350 | In dienst     | RS24 Zutphen - Oldenzaal                             | Reden voorheen op de Noordelijke Nevenlijnen.                                                                             |            |
| Arriva           | Stadler GTW (Spurt; elektrisch) | 3      | 2                | (10)411-(10)413   | In dienst     | RS20 & RE20 Zwolle - Emmen                           | |            |
| Arriva           | Stadler GTW (Spurt; elektrisch) | 12     | 3                | (10)514-(10)525   | In dienst     | RS20 & RE20 Zwolle - Emmen                           | (10)525 is ex-Connexxion 5037                                                                                             |            |
| Keolis Nederland | LINT                            | 9      | 2                | 36, 38-45         | Buiten dienst | RS24 Zutphen - Oldenzaal                             | Buiten dienst gegaan nadat Arriva het stokje van Keolis overnam op de lijn Zutphen-Hengelo-Oldenzaal op 10 december 2023. |            |
| Keolis Nederland | Keolis Nederland FLIRT          | 9      | 3                | 7301-7309         | In dienst     | RS22 Zwolle - Kampen + RS23 & IC23 Zwolle - Enschede | |            |
| Keolis Nederland | Keolis Nederland FLIRT          | 7      | 4                | 7401-7407         | In dienst     | RS22 Zwolle - Kampen + RS23 & IC23 Zwolle - Enschede | |            |